# 1827年4月26日日食
1827年4月26日日食为一次在协调世界时1827年4月26日出現的日環食。該次日食食分為0.9458，食甚維持3分53秒。

## 概述
這次日食的食分是0.9458，環食維持3分53秒。

## 基本參數
- 類型：日環食
- 食甚資料：
  - 日期：1827年4月26日
  - 時間：3時11分14秒
  - 地點：75N 73E
  - 食分：0.9458
  - 日環食持續時間：3分53秒

## 文獻記錄
中國史書《清實錄》記載，「道光七年丁亥，夏四月丙午朔，日食。」經後人推算，西元1827年4月26日中國時區上午10點42分，北京可見食分0.24。

## 外部連結
- NASA日食專頁（页面存档备份，存于）（英文）